# Giulio Vivanti
Giulio Vivanti   (Màntua, 24 de maig de 1859 - Milà, 19 de novembre de 1949) va ser un matemàtic italià.

## Vida i Obra
Vivanti era de família jueva, lo qual li va donar problemes en els seus darrers anys de vida per l'antisemitisme nazi i feixista. Va estudiar enginyeria a la universitat de Torí i matemàtiques a la de Bolonya en la qual es va graduar el 1883 havent tingut com a professors Cesare Arzelà i Salvatore Pincherle. Després d'uns anys com assistent a Bolonya, va obtenir la venia legendi el 1892. Va ser professor de la universitat de Messina (1895-1907) i de la universitat de Pavia (1907-1924) abans d'anar a la universitat de Milà en la qual es va jubilar el 1934. Els adrrers anys de la seva vida van ser molt penosos perquè va ser expulsat de tots els càrrecs acadèmics per les lleis racials del govern feixista.
Vivanti és recordat, sobre tot, per haver estat un dels editors de la Enciclopedia delle matematiche elementari, una enciclopèdia de matemàtiques en set volums (1930-1953) que la Unione va decidir editar el 1909, encarregant a Luigi Berzolari la direcció de l'equip de redactors.